# 陳和
陳和（1465年—1529年），字廷雍，福建漳州府龙岩县人，军籍，明朝政治人物。

## 生平
弘治五年（1492年）壬子科福建鄉試第八十二名舉人。弘治十二年（1499年）中式己未科會試第六十九名，三甲第八十四名進士。授桐庐知县，以政绩卓异，正德元年（1506年）十一月擢授南京江西道试監察御史，五年八月升河南按察司佥事，以抚民平寇功，受钦赏，十年五月升山东副使、徐扬等处兵备，所至问民疾苦，折狱慎刑，十二年冬以疾乞归。嘉靖间起补湖广副使，未行卒。曾自题有“两字平安天地祐，一生清白鬼神知”之句。

## 家族
曾祖陈克顺；祖陈邦吉，阴阳训术；父陈绎。母林氏。慈侍下。弟穆、积、宗錫。